# Альтшулер Генріх Саулович
Ге́нріх Сау́лович Альтшу́лер (рос. Ге́нрих Сау́лович Альтшу́ллер; 15 жовтня 1926, Ташкент — 24 вересня 1998, Петрозаводськ), відомий також під псевдонімом Генріх Альтов — російськомовний азербайджанський радянський, пізніше російський письменник-фантаст та винахідник, автор теорії розв'язання винахідницьких задач.

## Біографія
Генріх Альтшулер народився у 1926 році в Ташкенті в єврейській сім'ї. У 1931 році сім'я Альтшулерів переїхала до Баку. Після закінчення школи Генріх Альтшулер вступив до Азербайджанського індустріального інституту на нафтохімічний факультет. Після початку радянсько-німецької війни Альтшуллер хотів піти добровольцем на фронт, проте в діючу армію його не взяли, а направили спочатку в запасний стрілецький полк, а пізніше у льотне училище. Після закінчення училища Альтшулер попросив направлення у Бакинську військово-морську флотилію, де проходив службу в патентному відділі.
Ще під час навчання у школі Генріх Альтшулер захопився художньою літературою. любив читати фантастику і мріяв стати моряком. Під час навчання в школі він також захопився винахідницькою діяльністю, а першими його винаходами були катер із ракетним двигуном, пістолет-вогнемет, газотеплозахисний скафандр. Перше авторське свідоцтво про винахід Альтшуллер отримав разом із Рафаелем Шапіро та Ігорем Тальянським ще 9 листопада 1943 року у віці 17 років. Під час служби на флоті Альтшулер продовжував займатися винахідницькою діяльністю, й до 1950 року в його доробку було вже більше 10 винаходів. Одночасно він займався теорією винахідництва, і в другій половині 40-х років ХХ століття він розпочав розробку теорії розв'язання винахідницьких задач (скорочено ТРИЗ рос. теория решения изобретательских задач) разом із теорією розвитку технічних систем. На думку Альтшулера, винахідницька діяльність у СРСР в кінці 40-х — на початку 50-х років ХХ століття знаходилась у занепаді. Із метою ознайомлення вищого керівництва країни із цим фактом Альтшулер разом із своїм другом Рафаелем Шапіро написали листа Сталіну, в якому розповідали про занепад винахідницької справи в країні, а також повідомляли, що ними розроблена теорія, яка дозволяє швидко вирішувати винахідницькі завдання. Проте результатом цього звернення стало те, що обох авторів листа заарештували органи держбезпеки, засудивши за антирадянськими статтями кожного на 25 років таборів. У таборі Альтшулер продовжував свою винахідницьку діяльність, оскільки для нього це був єдиний шанс вижити в умовах ув'язнення. Після смерті Сталіна в 1954 році Генріх Альтшулер був реабілітований і повернувся до Баку.
Після повернення додому Генріх Альтшулер спочатку працював на заводі стальних канатів, пізніше в газеті «Бакинский рабочий», потім в міністерстві будівництва Азербайджанської РСР. Одночасно він продовжував разом із своїми товаришами розробку теорії розв'язання винахідницьких задач, а також розпочав свою письменницьку діяльність. З 1956 року він розпочинає публікувати статті з теорії винахідництва у різних періодичних виданнях. У 1958 році він опублікував своє перше фантастичне оповідання «Ікар і Дедал». Одночасно Альтшулер розвивав свою теорію розв'язання винахідницьких задач, проводив семінари з її застосування у багатьох містах колишнього Радянського Союзу. Проте ця теорія мала й багатьох опонентів, її більше 10 років не хотіло визнавати Всесоюзне товариство винахідників і раціоналізаторів. Проте незважаючи на опір частини керівництва цього товариства, теорія Альтшулера знайшла багатьох прибічників та послідовників у СРСР, а пізніше й за кордоном. Одночасно Генріх Альшулер продовжував і письменницьку діяльність, публікуючи низку науково-фантастичних творів під псевдонімом «Генріх Альтов». Після 1960 року Альшулер повністю присвятив себе творчій діяльності. Проте в 1974 році група письменників-фантастів так званої «молодогвардійської» школи на чолі з Олександром Казанцевим звинуватила Альтова в «літературному фашизмі» лише за те, що в одному з його оповідань зореліт рухався із швидкістю, більшою за швидкість світла. Після цього Альтшулер значно обмежив написання фантастичних творів, та зосередився переважно на розробці своєї теорії розв'язання винахідницьких задач. Одночасно він вів відділ винахідництва в радянській дитячій газеті «Піонерська правда» з 1974 до 1986 року.
Генріх Альтшулер до 1990 року жив у Баку, а пізніше, у зв'язку із погіршенням міжнаціональних стосунків у рідному місті, переїхав із родиною до Петрозаводська. З 1989 року Альтшулер також був президентом асоціації ТРІЗ (рос. теория решения изобретательских задач). Паралельно він розвивав теорію розвитку творчої особистості (ТРТЛ, рос. Теория Развития Творческой Личности). Останні роки життя Генріх Альшулер важко хворів. Помер винахідник і письменник 24 вересня 1998 року в Петрозаводську.

## Літературна творчість
Літературну творчість Генріх Альшулер розпочав публікацією в 1957 році низки оповідань під своїм справжнім іменем та повісті «Сигнал СКРД» у співавторстві із В'ячеславом Феліциним. Більшість своїх науково-фантастичних творів він опублікував під псевдонімом «Генріх Альтов». Хоча в доробку письменника є низка повістей, більш відомий він як автор науково-фантастичних оповідань. Найвідомішим науково-фантастичним твором Альтова є оповідання «Обпалюючий розум», у якому розглядається можливість розміщення всіх знань людства в мозок однієї взятої людини за короткий час та наслідки цього. Більшість творів Альтова також присвячені різноманітним фантастичним ідеям, а також шляхам їх вирішення, та впливу їх на людське суспільство. Одну із своїх повістей «Балада про зірки» Альтов написав у співавторстві зі своєю дружиною Валентиною Журавльовою. У 70-80-х роках ХХ століття він також разом із іншими письменниками-фантастами Павлом Амнуелем та Романом Леонідовим розробляв методику розвитку творчої уяви (рос. Методика развития творческого воображения, скорочено РТВ), а у 1986 році разом із Амнуелем він також розробив шкалу оцінювання фантастичних ідей. Значну частину творчого доробку Генріха Альтшулера також складають науково-популярні твори, присвячені теорії винахідництва та навчальні посібники з його теорії вирішення винахідницьких задач.

## Переклади
Твори Генріха Альтова перекладені багатьма мовами світу, зокрема англійською, французькою, чеською, польською, болгарською, японською та багатьма іншими. Українською мовою перекладені ряд оповідань письменника, а також уривок із повісті «Балада про зірки».

## Нагороди та премії
Генріх Альтшулер у 1995 році отримав премію імені Бєляєва за книгу «Як стати генієм: Життєва стратегія творчої особи». У 1995 році Генріх Альтов отримав премію іспанського журналу «Nueva Dimensión» за повість «Балада про зірки».

## Особисте життя
Генріх Альтшулер був одружений, його дружина Валентина Журавльова також була письменницею-фантасткою, після смерті чоловіка вона займалась систематизацією та впорядкуванням архівів чоловіка.

## Вшанування пам'яті
У 2003 році на будинку, в якому Генріх Альшулер прожив останні роки свого життя, встановлена пам'ятна дошка на його честь.

### ТРІЗ
- Альтшуллер Г. С., Шапиро Р. Б. О психологии изобретательского творчества // Вопросы психологии. — 1956. — № 6.
- Альтшуллер Г. С. Как научиться изобретать. — Тамбов: Тамбовское книжное издательство. — 1961.
- Альтшуллер Г. С. Десять процентов приключений — Тамбов: Тамбовское книжное издательство. — 1963.
- Альтшуллер Г. С. Основы изобретательства — Воронеж: Центрально-Чернозёмное издательство. — 1964.
- Альтшуллер Г. С. Алгоритм изобретения. — М.: Московский рабочий. — 1969 (1-е изд.); 1973 (2-е изд.).
- Альтшуллер Г. С. Творчество как точная наука. — М.: Советское радио, 1979.
- Альтшуллер Г. С., Селюцкий А. Б. Крылья для Икара. — Петрозаводск: Карелия, 1980.
- Альтов Г. И тут появился изобретатель. — М.: Дет. литература. — 1984 (1-е изд.); 1987 (2-е изд); 1989 (3-е изд., перераб. и доп.); 2000 (4-е изд.).
- Альтшуллер Г. С., Злотин Б. Л., Зусман А. В. Профессия — поиск нового. — Кишинёв: Картя Молдовеняскэ, 1985.
- Альтшуллер Г. С. Найти идею. — Новосибирск: Наука, 1986 (1-е изд.), 1991 (2-е изд.).
- Альтшуллер Г. С. Найти идею. 3-е изд., доп.. — Петрозаводск: Скандинавия, 2003.
- Альтшуллер Г. С., Злотин Б. Л., Зусман А. В. Поиск новых идей: от озарения к технологии (теория и практика решения изобретательских задач). — Кишинёв: Картя Молдовеняскэ, 1989.
- Альтшуллер Г. С., Вёрткин И. М. Как стать гением: Жизненная стратегия творческой личности. — Минск: Беларусь, 1994.

### Фантастика
- Альтшуллер Г. За чертой спидометра: Науч.-фантаст. рассказ / Г. Альтшуллер, Р. Шапиро // Техника — молодёжи. — 1958. — № 6. — С. 32—34.
- Альтов Г. Икар и Дедал: Науч.-фантаст. рассказ / Г. Альтов // Знание — сила. — 1958. — № 9. — С. 14—15.
- Альтов Г. Сверхновая Аретина (Легенда XXV века): Науч.-фантаст. рассказ / Г. Альтов // Моск. комсомолец. — 1959. — 3 янв.
- Альтов Г. Подводное озеро: Науч.-фантаст. рассказ / Г. Альтов // Техника — молодёжи. — 1959. — № 3. — С. 28—31.
- Альтов Г. Богатырская симфония / Г. Альтов // Альфа Эридана: Сборник науч.-фантаст. рассказов. — М.: Молодая гвардия, 1960. — С. 180—198.
- Альтов Г. Огненный цветок / Г. Альтов // Альфа Эридана: Сборник науч.-фантаст. рассказов. — М.: Молодая гвардия, 1960. — С. 199—207.
- Альтов Г. Богатырская симфония: рассказ / Г. Альтов // Нева. — 1960. — № 3. — С. 101—111.
- Альтов Г. В полночь: Науч.-фантаст. рассказ / Г. Альтов // Изобретатель и рационализатор. — 1960. — № 9. — С. 49—53.
- Альтов Г. Огненный цветок / Г. Альтов // Звезда. — 1960. — № 1. — С. 78—82.
- Альтов Г. Полигон «Звёздная река»: Науч.-фантаст. рассказ / Г. Альтов // Комсомол. правда. — 1960. — 11 дек.
- Альтов Г. Сокровища погибшего корабля (Скучный капитан) / Г. Альтов // Изобретатель и рационализатор. — 1960. — № 1. — С. 43—50.
- Альтов Г. «Баллада о звёздах»: Научно-фантастическая повесть / Г. Альтов, В. Журавлёва // Знание — сила. — 1960. — № 8—10.
- Альтов Г. Легенды о звёздных капитанах: Рассказы / Г. Альтов. — М.: Детгиз, 1961. — 118 с.
- Альтов Г. Легенды о звёздных капитанах: Рассказы. 2-е изд. — М.: Детгиз, 1961. — 118 с.
- Альтов Г. Баллада о звёздах: Научно-фантастическая повесть / Г. Альтов, В. Журавлёва // Золотой лотос. — М.: Молодая гвардия. — 1961.
- Альтов Г. Генеральный конструктор / Г. Альтов // Знание — сила. — 1961. — № 10. — С. 51—53.
- Альтов Г. Может ли машина мыслить? Науч.-фант. рассказы // Знание — сила. — 1961. — № 7. — С. 39—42.
- Альтов Г. Полигон «Звёздная река»: Науч.-фантаст. рассказ / Г. Альтов // Янтарная комната: Сборник науч.-фантаст. повестей и рассказов. — Л.: Детгиз, 1961. — С. 20—37.
- Альтов Г. «Богатырская симфония»: Науч.-фантаст. рассказ / Г. Альтов // Культура и жизнь. — 1962. — № 1. — С. 40—43; № 2. — С. 28—31.
- Альтов Г. Второй рейс «Стремительной черепахи» / Г. Альтов // Юный моделист-конструктор: Альманах. — М., 1963. — С. 58—63.
- Альтов Г. Баллада о звёздах. Научно-фантастическая повесть / Г. Альтов, В. Журавлёва // В мире фантастики и приключений. — Л.: Лениздат, 1963.
- Альтов Г. Девять минут: Рассказ / Г. Альтов // Баку. — 1964. — 28 нояб.
- Альтов Г. Машина открытий / Г. Альтов // Формула невозможного: Фантаст. рассказы, повесть и пьеса. — Баку: Гос. изд-во, 1964. — С. 131—145.
- Альтов Г. Машина открытий: Рассказ / Г. Альтов // Баку. — 1964. — 4 июля.
- Альтов Г. Антенна. Рассказ / Г. Альтов // Молодёжь Азербайджана. — Баку. — 1965. — 27 янв.
- Альтов Г. Богатырская симфония. Полигон «Звёздная река». Икар и Дедал. Сверхновая Аретина. Огненный цветок / Г. Альтов // Библиотека фантастики и путешествий. Прил. к журн. «Сельская молодёжь». Т. 1. — М.: Мол. гвардия, 1965. — С. 315—375.
- Альтов Г. Клиника «Сапсан». Рассказ // Альманах научной фантастики. Вып. 6. — М: Знание, 1967.
- Альтов Г. Ослик и аксиома. Рассказ // Антология советской фантастики. — М.: Молодая гвардия, 1968.
- Альтов Г. Богатырская симфония. Рассказ // Антология советской фантастики. — М.: Молодая гвардия, 1968.
- Альтов Г. Икар и Дедал. Рассказ // Антология советской фантастики. — М.: Молодая гвардия, 1968.
- Альтов Г. Опаляющий разум: Науч.-фантаст. рассказы / Г. Альтов. — М.: Дет. лит., 1968. — 208 с.
- Альтов Г. Создан для бури: Науч.-фантаст. рассказы / Г. Альтов.  // Библиотека приключений и научной фантастики — М.: Дет. лит., 1970. — 288 с.
- Альтов Г. Гадкие утята фантастики. Пятьдесят идей Александра Беляева. Эссе // Талисман. — Л.: Детская литература, 1973.
- Альтов Г. Вектор фантазии. Статья // Фантастика 73—74. — М.: Молодая гвардия, 1975.
- Альтов Г. Третье тысячелетие. Фрагмент романа // Нить в лабиринте. — Петрозаводск: Карелия, 1988.
- Альтов Г. Летящие по Вселенной. Научно-фантастические рассказы / Г. Альтов, В. Журавлёва. — М.: АСТ, 2002. — 841 с